# Premio Sultán Qabus para la Preservación Medioambiental
El premio Sultán Qabus para la Preservación Medioambiental es un galardón bianual patrocinado por la Unesco y el sultán Qabus bin Said Al Said de Omán "para reconocer las contribuciones de individuos, grupos, instituciones u organizaciones en la gestión o conservación del medio ambiente, de acuerdo con las políticas, metas y objetivos de la Unesco y en relación a los programas en este campo."
El premio consiste en un diploma y una beca de USD $70,000.00 dólares, cantidad financiada por el interés de una donación de USD $250,000.00 dólares efectuada por el sultán Qabus Bin Said.

## Premiados
Fuente: UNESCO
- 1991: Instituto de Ecología, A. C. (México).
- 1993: Jan Jenik (República Checa).
- 1995: Parque nacional del Lago Malaui ( Malaui).
- 1997: Departamento de Ciencias Ambientales de la Universidad de Alejandría ( Egipto) y Departamento Forestal ( Sri Lanka).
- 1999: Fundación Charles Darwin ( Ecuador)
- 2001: Asociación de Voluntarios para la Protección del Medio Ambiente de Chad ( Chad).
- 2003: Centro de Ecología (Venezuela) y Peter Johan Schei ( Noruega).
- 2005: Parque marino de la Gran Barrera de Coral ( Australia) y Ernesto Enkerlin ( México).
- 2007: Instituto de Conservación de la Biodiversidad (Etiopía) y Julius Oszlányi ( Eslovaquia).
- 2009: Autoridad Autónoma de Parques Nacionales (OAPN) ( España).
- 2011: Instituto de Investigación Forestal de Nigeria
- 2013: Parques Nacionales de Polonia ( Polonia) y Endangered Wildlife Trust de Sudáfrica ( Sudáfrica)
- 2015: Fabio A. Kalesnik, Horacio Sirolli y Luciano Iribarren del Grupo de Investigación de la Ecología de los Humedales de la Universidad de Buenos Aires, Argentina ( Argentina)
- 2017: Junta de Parques Nacionales de Singapur
- 2019: Ashoka Trust for Research in Ecology and the Environment (ATREE) India[3]